# Gary Hurring
Gary Hurring (Auckland, 10 ottobre 1961) è un ex nuotatore neozelandese.

## Carriera
Ha partecipato ai Giochi di Los Angeles 1984, gareggiando nei 100m dorso, 200m dorso e nella Staffetta 4x100m mista.
È il figlio dei nuotatori olimpici Lincoln Hurring e Jean Stewart.

## Palmarès
- Mondiali

Berlino 1978: argento nei 200m dorso.
- Giochi del Commonwealth

Edmonton 1978: oro nei 200m dorso.